# Alexander Schmemann

Alexander Dimitrijevič Schmemann (Tallinn, 13. rujna 1921. – Crestwood, 13. prosinca 1983.), istaknuti ruski pravoslavni euharistijski teolog, liturgičar i pisac, jedan od glasovitijih pravoslavnih mislilaca 20. stoljeća i protoprezbiter Američke Pravoslavne Crkve. Poznat je po svojim propovijedima koje je tijekom trideset godina Radio Slobodna Europa prenosila u državama iza Željezne zavjese, posebno u Sovjetskoj Rusiji, kojima je uvelike utjecao na obnovu kršćanstva i pad komunizma u Rusiji i Istočnoj Europi. 

## Život
Rođen je u estonskom Tallinnu, u obitelji ruskih iseljenika iz Petrograda, zajedno s bratom blizancem Andreijem. Djed Nikolai Schmemann bio je balto-germanskog podrijetla i dužnosnik u Državnomu vijeću u Petrogradu. Oženivši se s Ruskinjom, odgajao je i podizao djecu u pravoslavnoj ruskoj tradiciji, kao što je tada i zahtijevalo Rusko Carstvo. Otac Dimitrij bio je student prava kojeg je prekinuo Prvi svjetski rat, u vihoru kojeg je njegov završetak dočekao u Estoniji. Obitelj se u Alexandrovu djetinjstvu odselila u Pariz, u kojemu je živjela znatna ruska iseljenička zajednica. Prvu naobrazbu stječe u ruskoj školi, no srednjoškolsko obrazovanje zadobiva u francuskom liceju. U djetinjstvu je služio kao ministrant u katedrali sv. Aleksandra Nevskog u Parizu. Diplomirao je na Sorbonni disertacijom o teokraciji u Istočnom Rimskom Carstvu.
Godine 1943. oženio se Julianom Osorguineom, čija je obitelj bila protjerana tijekom Ruske revolucije iz sela južno od Moskve te im je oduzet sav imetak. Osorguineina obitelj iselila se u Pariz, gdje se i upoznala sa Schmemannom. Dvije godine kasnije, Alexander završava poslijediplomske teološke studije na Institutu sv. Sergija, na kojima je studirao zajedno sa Sergejom Bulgakovom. Na njegovu bogoslovnu naobrazbu uvelike su utjecali i predstavnici teološke katoličke obnove u Francuskoj, posebice Jean Daniélou.

## Djelo
Dana 22. listopada 1946. zaređen je za protoprezbitera Pravoslavne Crkve. Od 1946. do 1951. naučavao je crkvenu povijest na Institutu sv. Sergija u Parizu. Na poziv Georgija Florovskog, ali i pritisaka sovjetskih vlasti, 1951. se s obitelji seli u Sjedinjene Američke Države, u velikom iseljeničkom valu Rusa i inih istočnoeuropskih naroda iz Sovjetskog Saveza. Preseljejnem kampusa i pravoslavnoga sjemeništa u Crestwood u New Yorku, izabran je za rektora sjemeništa i tu je dužnost obnašao do svoje smrti. Bio je i gostujući profesor liturgike na Sveučilištu Columbia, Njujorškom sveučilištu te nekolicini protestanskih sjemeništa u New Yorku. Bio je i promatračem na Drugom vatikanskom saboru Katoličke Crkve. U svomu pastoralu ponajviše je djelovao u okviru Američke pravoslavne crkve, nastojeći spriječiti njezino porusivanje i stvarati prvu neetnički utemeljenu Pravoslavnu Crkvu. Svojim homilijama uvelike je utjecao na obnovaljanje kršćanske misli među Rusima, Rumunjima, Bugarima, Ukrajincima, kako u SAD-u, tako i u domovini. Po svojemu svjedočenju, i glasoviti književnik Aleksandar Solženjicin redovito je slušao njegove nagovore. Svoja promišljanja iz euharistijske teologije i liturgike, homilije i misli objavio je u desetak knjiga u samizdatu, koje su se dijelile diljem Sovjetskoga Saveza.

## Vanjske poveznice
|  | Wikicitati imaju zbirke citata o temi Alexander Schmemann |